# Alix Jaccard
Alix Jaccard (* 28. Januar 1905 in Sainte-Croix; † 7. April 1976 ebenda, reformiert, heimatberechtigt in Sainte-Croix) war ein Schweizer Politiker (SP).

## Biografie
Alix Jaccard kam am 28. Januar 1905 in Sainte-Croix als Sohn des Musikers Paul Jaccard und der Julie Marie geborene Bornand zur Welt. Alix Jaccard verdiente seinen Lebensunterhalt als Arbeiter. Daneben nahm er ab 1957 ein  Verwaltungsratsmandat in der Saline de Bex SA wahr.
Er war verheiratet mit Madeleine Emilie, der Tochter des Gaston Fritz. Am 7. April 1976 verstarb Jaccard wenige Monate nach Vollendung seines 71. Lebensjahres in Sainte-Croix.
Als Mitglied der Sozialdemokratischen Partei gehörte Alix Jaccard dem Gemeinderat (Legislative) von Sainte-Croix an. Zudem amtierte er von 1946 bis 1969 als Gemeindepräsident. Parallel dazu sass er zwischen 1945 und 1970 im Waadtländer Grossrat. Im Jahr 1958 nahm er als Delegierter des Kantons Waadt an der reformierten Synode teil. Darüber hinaus nahm er für den Kanton in den Jahren 1959 bis 1963 Einsitz in den Nationalrat. Dort war er in der ständigen Wahlprüfungskommission vertreten. Alix Jaccard legte schliesslich sein Nationalratsmandat nieder, um sich verstärkt auf die Aufgaben in seiner Gemeinde zu konzentrieren. Überdies fungierte er als Präsident des Metall- und Uhrenarbeitnehmerverbands von Sainte-Croix. 